# Аппроксимация Паде
Аппроксима́ция Паде́ — классический метод рациональной аппроксимации аналитических функций, названный по имени французского математика Анри Паде. Метод заключается в представлении функции в виде отношения двух полиномов, коэффициенты которых определяются коэффициентами разложения функции в ряд Тейлора. Для разложения
{\displaystyle f(z)=c_{0}+c_{1}z+c_{2}z^{2}+\ldots }
с помощью аппроксимации Паде можно оптимальным способом выбрать коэффициенты {\displaystyle a_{i}} и {\displaystyle b_{i}} и получить аппроксимант
{\displaystyle {\frac {a_{0}+a_{1}z+\ldots +a_{L}z^{L}}{1+b_{1}z+\ldots +b_{M}z^{M}}}.}
Использование этой простой идеи и её обобщений привело ко многим результатам и превратилось практически в фундаментальный метод исследования.

## История
Авторство Паде основывается на его диссертации 1892 года (копия диссертации хранится в библиотеке Корнеллского университета). В этой работе он изучил подобные аппроксимации и расположил их в таблицу, уделив при этом большое внимание экспоненциальной функции.

## Определение
Пусть имеется разложение функции {\displaystyle f(z)} в степенной ряд Тейлора:
{\displaystyle f(z)=\sum _{i=0}^{\infty }c_{i}z^{i},}
где {\displaystyle c_{i}} — коэффициенты ряда.
Аппроксимация Паде представляет собой рациональную функцию вида
{\displaystyle [L/M]={\frac {a_{0}+a_{1}z+\ldots +a_{L}z^{L}}{b_{0}+b_{1}z+\ldots +b_{M}z^{M}}},}
разложение которой в ряд Тейлора (с центром в нуле) совпадает с разложением функции {\displaystyle f(z)} до тех пор, пока это возможно. Функция такого вида имеет {\displaystyle L+1} коэффициентов в числителе и {\displaystyle M+1} — в знаменателе. Весь набор коэффициентов определяется с точностью до общего множителя.

## Обобщения
- Многоточечные аппроксимации Паде
- Аппроксимации Бейкера — Гаммеля
- Аппроксимация функции нескольких переменных
- Матричные аппроксимации Паде
- Аппроксимация Паде — Чебышёва
- Аппроксимация Паде — Фурье